# هامور أبقع
هامور أبقع (الاسم العلمي Epinephelus analogus)، نوع من الهامور وفصيلة القرفصية. موطنه شرق المحيط الهادي، يكثر في شمال خليح كاليفورنيا. طوله نحو 114 سم.